# Iwilsoniella rotunda
Iwilsoniella rotunda — вид грибів, що належить до монотипового роду  Iwilsoniella.